# Marie-Thérèse Nisot
Marie-Thérèse Nisot, née à Charleroi en 1902, est une juriste belge, docteure en droit civil et en droit canonique, autrice d'ouvrages relevant du droit et de la sociologie.

## Biographie
Tout comme son frère, le peintre et juriste Pierre Nisot elle s'est intéressée au problème de la protection de l'enfance.
Elle s'est préoccupée aussi de la question du droit de vote des femmes et de l'éducation ouvrière.
Elle a également publié une étude d'histoire de l'art concernant le peintre flamand Albert Servaes.

## Publications
- Quelques mesures protectrices de la première enfance dans les divers pays.
- Le suffrage féminin devant le parlement français, 1920.
- La nationalité de la femme mariée d'après la loi belge, 1922.
- Le délit d'abandon de famille en droit français, 1923.
- Le différend gréco-bulgare et la Société des Nations, 1925.
- Un peintre flamand Albert Servaes, 1927.
- La question eugénique dans les divers pays, 1927-1928, 2 vol.
- L'éducation ouvrière en Belgique, 1931.